# グレン・エドガー・エジャートン
グレン・エドガー・エジャートン（Glen Edgar Edgerton、1887年4月17日 - 1976年）は、アメリカ合衆国の軍人、技術者である。最終階級はアメリカ陸軍少将。

## 経歴
1904年にカンザス州立大学、1908年に陸軍士官学校を卒業した後、陸軍工兵隊に配属され、1909年までパナマ運河の副技師として派遣された。1910年に陸軍工兵学校を出ると、1915年までアラスカ州の道路建設に携わり、陸軍省や陸軍士官学校での勤務を経て、1930年代前半にU.M.V.D.（Upper Mississippi Valley Division）の一員としてUpper Mississippi 9-Foot Channel Projectに参加。1936年にパナマ運河の保守管理責任者となり、1940年から1944年までパナマ運河地帯の総督を務めた。
総督任期中の1942年、ミラフローレス閘門の付近に高速道路と鉄道のための橋梁が完成。これは運河開通以来初となる運河の東岸と西岸を結ぶ永久橋であった。さらに、新たな閘門建設のための掘削工事が開始されたが、1942年に中止となり、後に1980年代から90年代にかけて日本、アメリカ、パナマの3か国で構成されたパナマ運河代替案調査委員会は、この「第三閘門」掘削跡を利用して新運河を建設する案を選択した。
1949年に退役し、1976年に死去。アーリントン国立墓地に埋葬された。